# احتجاجات جنوب العراق 2018
أنطلقت احتجاجات جنوب العراق في 8 يوليو/تموز 2018 في البصرة للمطالبة بتحسين واقع الخدمات العامة وخصوصاً الماء والكهرباء، وطالب المحتجون بتوفير فرص للعمل ومكافحة البطالة لدى الشباب. ثم انتشرت موجة الاحتجاجات من مدينة البصرة لتشمل كافة مدن جنوب العراق وصولًا إلى العاصمة بغداد.

## قبل التظاهرات

### مشكلة الكهرباء
يعاني العراقيون من تدهور قطاع الكهرباء، وفي فصل الصيف ترتفع درجات الحرارة في العراق لتتجاوز الخمسين درجة مئوية وتقل ساعات التجهيز بالطاقة الكهربائية، مما جعل المطالب تزداد بمحاسبة وزير الكهرباء وتوفير التيار الكهربائي.

### مشكلة الماء المالح
تعاني البصرة من مشكلة قلة مياه الشرب والسقي بسبب الجفاف وبناء السدود في تركيا وتحويل مجرى الانهار في إيران وإطلاقها مياه البزل المالحة إلى شط العرب. مما أدى إلى زيادة ملوحة ماء شط العرب وانعدام المياه الصالحة للشرب.

### مشكلة البطالة
يعاني العراق عامة من مشكلة البطالة لدى الشباب بسبب توقف التعينات الحكومية منذ عدة اعوام، وزيادة عدد العمالة الاجنبية في البلد.

## أحداث الاحتجاجات

### 8 تموز
بدأت الاحتجاجات في الثامن من تموز وكان على أثرها مقتل المتظاهر سعد المنصوري في قضاء المدينة قرب حقل غرب القرنة النفطي في محافظة البصرة برصاص قوات الأمن العراقية، وسقط عدد من الجرحى نتيجة الاشتباكات المسلحة بين المتظاهرين والقوات الحكومية.

### 13 تموز
المرجع علي السيستاني يعبر عن تضامنه مع المتظاهرين. أحرق المتظاهرين مقرات تابعة لكتائب حزب الله في محافظة النجف. وكذلك اقتحم متظاهرون مساء الجمعة مطار النجف الدولي. بينما كانت نتيجة التظاهرات في محافظة ميسان مقتل اثنين من المتظاهرين واصابة آخرين.

### 14 تموز
الحكومة العراقية تقطع خدمة شبكة الإنترنت عن عموم محافظات العراق عدا اقليم كردستان. مع إعلان فرض حظر التجوال في البصرة بعد إحراق مقرات تابعة لمنظمة بدر في منطقة الطويسة وسط البصرة. ومقتل إثنين من المتظاهرين في محافظة النجف.
ولقد نشرت وسائل الإعلام العراقية أمراً صادر من قيادة العمليات المشتركة، وضع الأجهزة الأمنية في حالة انذار من المستوى ج، كما نشرت قوات لفرض النظام مكونة من قوات مكافحة الإرهاب والفرقة التاسعة من الجيش العراقي لأجل حماية الحقول والمنشآت النفطية في محافظة.

### 15 تموز
مقتل اثنين من المتظاهرين في اشتباكات مع قوات الأمن العراقية في السماوة. اندلاع مواجهات بين متظاهرين وقوات الشرطة أمام مقر محافظة ذي قار، ما أسفر عن سقوط 40 جريح. المتظاهرون في البصرة يحرقون صوراً للخميني. متظاهرون يحرقون مكتب منظمة بدر في محافظة المثنى. ويقتحمون مبنى محافظة المثنى ومكتب محافظ المثنى.

### 16 تموز
عودة جزئية لخدمة الإنترنت مع حجب جميع مواقع التواصل الاجتماعي، ومواقع الأخبار، ومحركات البحث.
مع إعادة فتح بوابات ميناء أم قصر، أكبر موانئ محافظة البصرة بعد مرور ثمانية أيام من الاحتجاجات. ولقد استؤنف العمل في الميناء بعد التفاوض مع المتظاهرين، كما أحرق مجموعة من المتظاهرين في البصرة لوحة تحمل اسم «شارع الامام الخميني» وصورته في حي الزهراء.

### 17 تموز
وشهدت التظاهرات في العاصمة العراقية بغداد إطلاق نار على متظاهرين في منطقة الشعلة. بينما اطلقت قوات الأمن العراقية النار على المتظاهرين في محاولة لتفريقهم امام إحدى بوابات حقل البرجسية (الزبير) النفطي في محافظة البصرة. متظاهرون يحرقون محتويات شركة استثمار الكهرباء في محافظة المثنى.

### 19 تموز
شرطة بابل تفض اعتصاماً في ناحية الحمزة الغربي جنوبي الحلة. الإفراج عن 336 معتقلاً على خلفية التظاهرات في محافظات البلاد.

### 20 تموز
تظاهر المئات من المحتجين يوم الجمعة، امام مجلس محافظة البصرة احتجاجاً على سوء الخدمات والبطالة مع انتشار عناصر من القوات الامنية، ولقد وضعت القوات الامنية الحواجز الكونكريتية والاسلاك الشائكة امام مبنى مجلس المحافظة. وفي العاصمة بغداد حاول مجموعة من المتظاهرين عبور جسر الجمهورية باتجاه المنطقة الخضراء فواجهتهم قوات مكافحة الشغب بواسطة خراطيم المياه والغازات المسيلة للدموع،
وأصيب أكثر من 30 شخصا بالاختناق نتيجة ذلك.
ولقد دخلت القوات الأمنية في عموم العاصمة بغداد حالة الإنذار القصوى. مقتل المتظاهر حسين يوسف حسين (مواليد 1998) في محافظة الديوانية برصاص أطلق من داخل مقر منظمة بدر، واعتقال آخرين في المواجهات مع حراس المقر. ومقتل متظاهر اخر في محافظة النجف برصاص القوات الامنية.

### 21 تموز
إطلاق نار على المتظاهرين في كرمة علي بمحافظة البصرة أثناء محاولتهم نصب خيم للاعتصام.

### 23 تموز
متظاهرون من قضاء الرفاعي بمحافظة ذي قار يقطعون الطريق الدولي إلى بغداد احتجاجاً على سوء الخدمات وعدم توفر فرص العمل. مقتل المحامي جبار الكرم برصاص مسلحين مجهولين في منطقة حي الهادي في البصرة، وكان الكرم أحد المتطوعين للدفاع عن المتظاهرين وساهم باطلاق سراح عدد منهم وساهم في المظاهرات امام مجلس المحافظة بلباس مهنة المحاماة.

### 26 تموز
عودة الاعتصامات قرب المواقع النفطية في البصرة بعد انتهاء المهلة التي منحوها المتظاهرين للحكومة والتي بلغت عشرة أيام.

### 27 تموز
السيستاني يجدد في خطبة الجمعة تأييده للمظاهرات ودعا لاستمرارها وتطورها في حالة عدم الاستجابة للمطالب.

### 31 تموز
القوات الأمنية تفض اعتصام للمتظاهرين أمام مبنى مجلس محافظة البصرة، وتعتدي على عدد من الصحفيين بالضرب، ومصادرة هاتف مراسل قناة الحرة سعد قصي، ومحاولة مصادرة معدات الصحفي عصام السوداني، ومراسل إذاعة المربد خلال تغطية فض اعتصام المتظاهرين امام مبنى مجلس محافظة البصرة. واستمرار اعتصام اهالي الزبير امام بوابة البرجسية.

### 3 أيلول
مقتل المتظاهر «مكي ياسر عاشور الكعبي» اثر تعذيبه ورميه بالرصاص على يد القوات الامنية التي فضت التظاهرة وسط البصرة.

### 4 أيلول
مقتل خمسة متظاهرين رمياً برصاص القوات الامنية التي فضت التظاهرات قرب ديوان محافظة البصرة و68 جريحا، منهم 41 مدني و27 من القوات الامنية. والمتظاهرون يحرقون مبنى ديوان محافظة البصرة.

### 5 أيلول
- تجدد المظاهرات في البصرة والمتظاهرون يحرقون مبنى بلديات البصرة.[41][42] ويحرقون مبنى محافظة البصرة للمرة الثانية وإغلاق ميناء أم قصر بعد تجمع محتجين.[43]
- مقتل متظاهر واصابة 25 اخرين ليرتفع عدد قتلى التظاهرات إلى 7 خلال 3 أيام.[44]

### 6 أيلول
- مقتل اثنين من المتظاهرين والقوات الأمنية تلغي حظر التجول في البصرة.[45]
- المتظاهرون يحرقون مقرات عدّة أحزاب بما في ذلك منظمة بدر، المجلس الأعلى الإسلامي، حزب الدعوة، الحزب الإسلامي، تيار الحكمة، كتائب سيد الشهداء، حزب الفضيلة، عصائب أهل الحق، حركة إرادة، حركة النجباء، حركة الخرساني، أنصار الله الأوفياء، حزب الله، حركة ثأر الله والبدلاء.[46][47][48][49][50]
- حرق المتظاهرين لدار استراحة المحافظ ومكتب النائب فالح الخزعلي،[51] ومكاتب قناة العراقية وقناة الغدير وقناة الفرات في البصرة.

### 7 أيلول
- حرق مجموعة من المتظاهرين مبنى القنصلية الإيرانية في البصرة بعد حصار دام ساعات وأدانت إيران ذلك وأعلنت عن تكبدها خسائر مادية ومالية كبيرة، ولا توجد خسائر بشرية وجميع الموظفين سالمين[52]، كما أعقب ذلك هجوما على المنطقة الخضراء في بغداد، ووقوع ثلاث قذائف هاون والتي سقطت على أرض متروكة داخل المنطقة الخضراء من دون وقوع أي خسائر بشرية أو مادية.[53]
- مقتل 3 متظاهرين اصيبوا باطلاقات نارية بمنطقة الرأس،[54] وسقوط 50 جريحا (26 اصيبوا بطلق ناري وواحد بحالة اختناق) في البصرة.[55]
- المتظاهرون يحرقون منزل النائبة السابقة (عواطف نعمة) في الزبير.[56] ومكتب حزب الدعوة في الزبير.[57]

## ردود الأفعال
- ائتلاف دولة القانون: أعرب زعيم ائتلاف دولة القانون نوري المالكي حسب بيان لهُ عن دعمه لمطالب المتظاهرين، مؤكداً مشروعية التظاهر وفق الدستور، مضيفا «نضم صوتنا إلى الصيحات الوطنية المخلصة الداعية إلى توفير الحياة الحرة الكريمة لأبناء الشعب العراقي عموماً وأبناء البصرة الحبيبة خصوصا».[58]
- عصائب أهل الحق: بينت حركة عصائب أهل الحق إن حل المشكلة وإيقاف تداعياتها يقع بالدرجة الأساس على عاتق الحكومة في الاستجابة السريعة والمضمونة لمطاليب المتظاهرين.[59]